# Teresa od Matki Boskiego Pasterza Chambó y Palés
Teresa od Matki Boskiego Pasterza Chambó y Palés, Teresa Chambó Pales de la Divina Pastora (ur. 5 lutego 1889; zm. 19 sierpnia 1936) – hiszpańska błogosławiona Kościoła katolickiego, zakonnica ze Zgromadzenia Karmelitanek Miłosierdzia.

## Życiorys
Wychowała się w bardzo religijnej rodzinie i postanowiła zostać zakonnicą. Wstąpiła do zgromadzenia karmelitanek miłosierdzia, gdzie pełniła obowiązki nauczycielki w szkołach zgromadzenia. Opisywana jest jako osoba o wyjątkowej umiejętności wewnętrznego skupienia. Została zamordowana na plaży Playa del Saler w pobliżu Walencji. Kiedy dokonano ekshumacji znaleziono w kieszeni jej habitu obrączkę ze ślubów zakonnych będącą symbolem wierności Jezusowi Chrystusowi. Jest jedną z ofiar antykatolickich prześladowań religijnych okresu wojny domowej w Hiszpanii.
Teresę od Matki Boskiego Pasterza Chambó y Palés beatyfikował Jan Paweł II w dniu 11 marca 2001 roku jako męczennicę zamordowaną z nienawiści do wiary (łac. odium fidei) w grupie 232 towarzyszy Józefa Aparicio Sanza.